# Herbstosaurus
Herbstosaurus là một chi thằn lằn có cánh sống vào thời kỳ kỷ Jura, tại nơi ngày nay là Argentina.